# Nemovité archeologické prameny

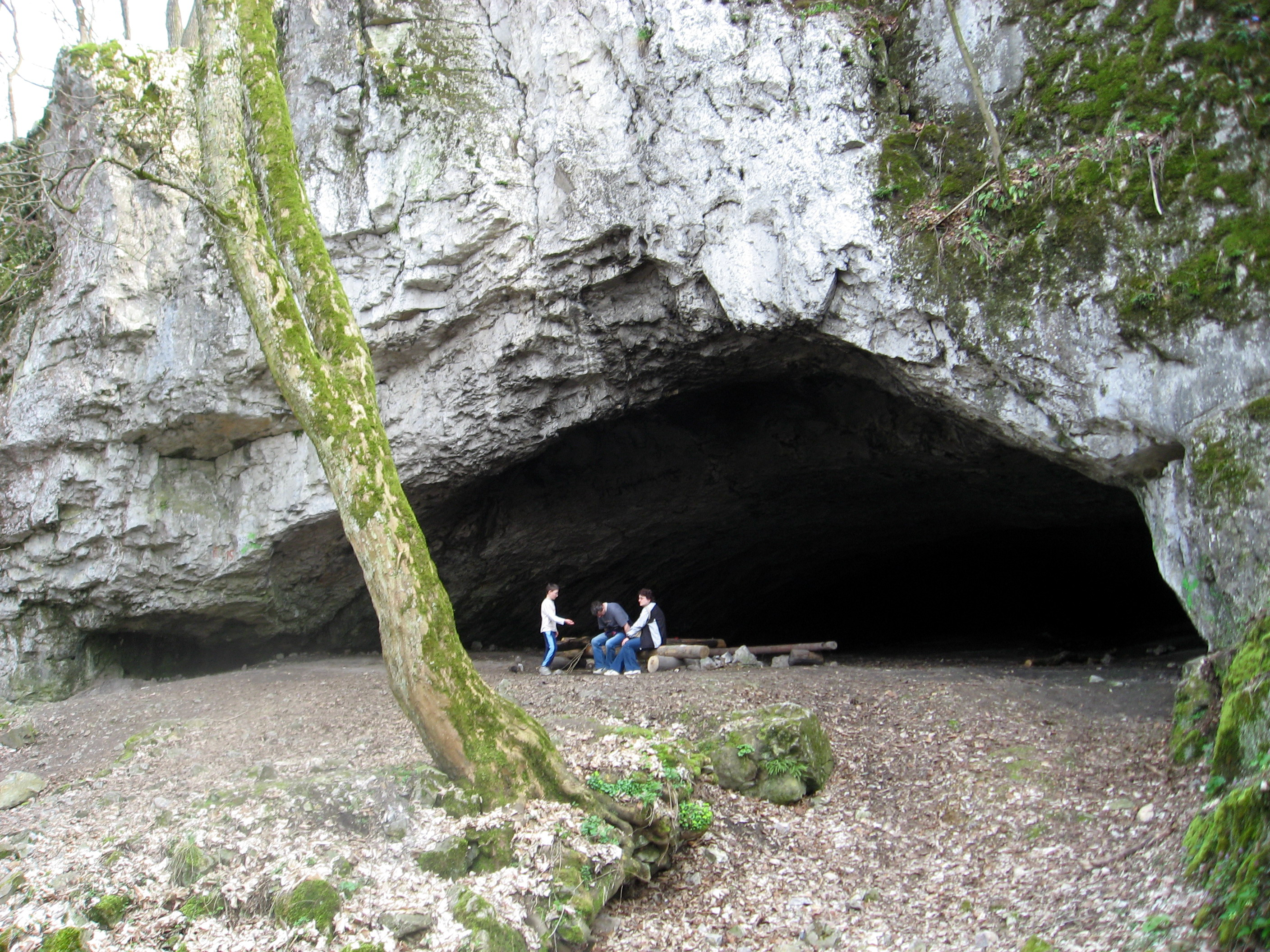
Jeskyně pekárna

Nemovité archeologické prameny jsou všechny hmotné předměty, které nesou nepsanou informaci o lidském světě v minulosti, a není možné s nimi manipulovat (na rozdíl od movitých archeologických pramenů). Jejich studiem, rozborem a částečně i interpretací se zabývá archeologie. Nemovité archeologické prameny se nachází zpravidla v zemi, mohou však být dochovány jak na povrchu, tak pod vodou. Získávány jsou nejčastěji archeologickým výzkumem. 

## Dochování nemovitých archeologických pramenů
Různé nemovité archeologické prameny se dochovávají odlišně, zejména díky rozličným transformacím, kterými procházejí. Během nich se mění kvalita i kvantita nemovitých archeologických pramenů. Ty proto nedávají jednoduše uchopitelný obraz o životě v minulosti, jsou naopak „mrtvé“, vytržené z původního světa a souvislostí. Množství informací, které lze pozorovat v živé kultuře (například v etnografii), je v archeologických pramenech nenávratně ztraceno a badatelé na ně usuzují pouze nepřímo.

## Kategorie nemovitých archeologických pramenů
- sídliště (kupř. Zlatý pokec v  Předleticích v Čechách)
- osada-skanzen (kupř. Vlkolínec na Slovensku)
- osada-naleziště (kupř. Machu Picchu v Peru)
- jeskyně (kupř. Jeskyně Pekárna na Moravě)
- zámek (kupř.  Bravantice ve Slezsku nebo Bojnický zámek na Slovensku)
- hradiště (kupř. Bojná[2] na Slovensku)
- hrad (kupř. Pražský nebo Spišský hrad)
- pohřebiště (kupř. Avarské pohřebiště při Podunajských Biskupicích na Slovensku nebo Údolí králů v Egyptě)
- hrobka (kupř. Hrobka českých králů)
- mauzoleum (kupř. Leninovo mauzoleum v Moskvě nebo Mauzoleum prvního císaře dynastie Čchin v Číně)
- mohyla (kupř. Královské mohyly[3] ve Staré Uppsale)
- Mohylník (kupř. Mohylník Borotice nebo mohylník na Babě)
- menhir, megalit (kupř. Stonehenge v Anglii nebo Kamenný pastýř v Čechách)
- skalní umění (kupř. Národní park Kakadu v Austrálii)
- skalní město (kupř.  Petra)
- Úvozová cesta

## Způsoby vyhledávání nemovitých pramenů
Pro vyhledávání nemovitých archeologických pramenů se využívá několika metod
- vyhledávání viditelných artefaktů na povrchu
- vyhledávání dle antropogenních tvarů reliéfů
- dálkové metody a letecká archeologie
- geofyzikální metody
- geotechnické metody
- vzorkování podpovrchových vrstev

## Zranitelnost nemovitých pramenů
Posláním archeologie je ochrana, záchrana a evidence pramenů. Jelikož jsou však nemovité prameny imobilní, jsou vystaveny riziku znehodnocení, či přímo zničení – ať už vědomému, nebo nevědomému. K pramenům nemovitým se často přímo vážou prameny movité, které jsou nejednou taktéž oběti úmyslného poškozování. 

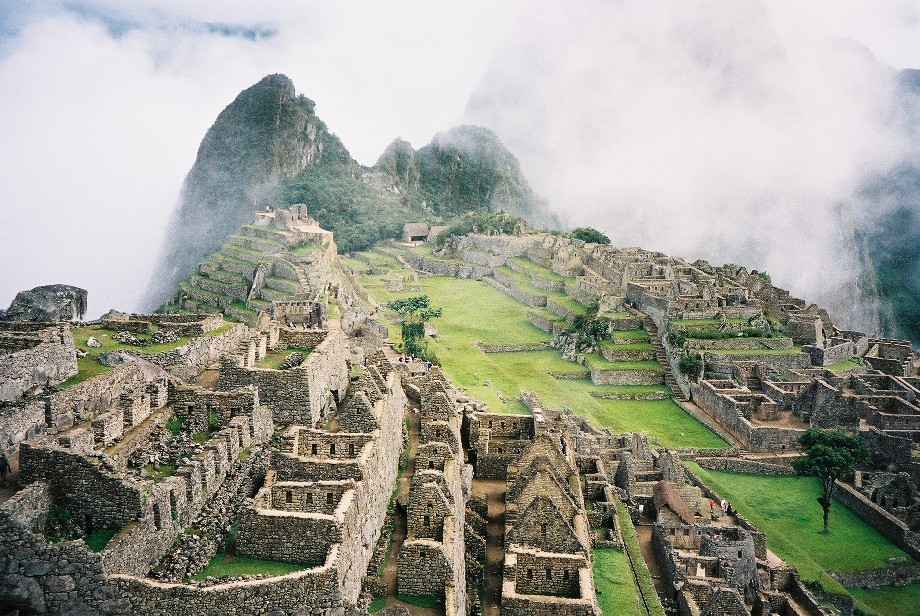
Machu Picchu

Na Slovensku jde kupříkladu o málo známé hradiště z časů Velké Moravy Priekopa které se stalo obětí destruktivní lidské činnosti: nejdříve poškozovala ještě neprozkoumanou lokalitu cikánská osada, později slovenští zahrádkáři.
Systematické ničení nemovitých archeologických pramenů na Blízkém Východě prováděli válečníci Islámského státu.

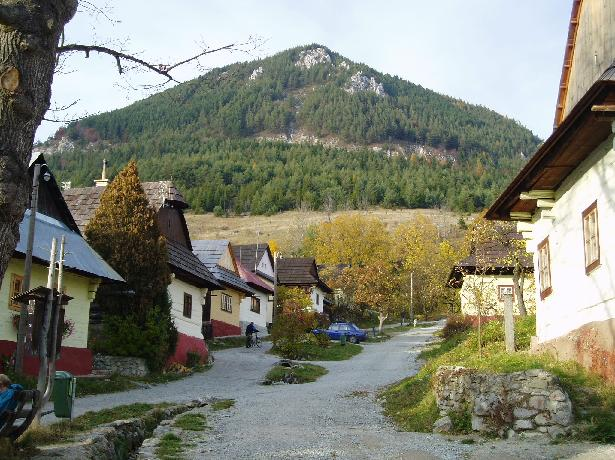
Skanzen Vlkolínec